# Nkono (Angossas)
Nkono est un village du Cameroun situé dans le département du Haut-Nyong et la région de l'Est.
Il fait partie de la commune d’Angossas.

## Population
En 1966-1967, on y a dénombré 197 habitants.
Lors du recensement de 2005, Nkono comptait 236 habitants.

## Développement
Selon le plan communal de développement d’Angossas (2012), plusieurs mesures ont été envisagées pour le développement de Nkono :
1. Création, la construction et l'équipement d’une école primaire à Nkono ;
2. Construction de deux puits / forages d’eau potable et l'aménagement de quatre sources ;
3. Exploitation des carrières de pierre.